# Néstor Daniel Rostán
Néstor Daniel Rostan (Jacinto Arauz, 1947) es un productor agropecuario y político argentino de la Unión Cívica Radical que se desempeñó como senador nacional por la provincia de La Pampa entre 1999 y 2001.

## Biografía
Nació en Jacinto Arauz (La Pampa) en 1947, dedicándose a la producción agropecuaria en la región sudeste de la provincia de La Pampa.
En política, adhirió a la Unión Cívica Radical (UCR), presidiendo el comité local en Jacinto Arauz entre 1987 y 1995 y siendo candidato a intendente en 1991. También fue tesorero del comité provincial de la UCR y de la campaña radical en La Pampa para las elecciones de 1999, además de convencional nacional suplente.
En diciembre de 1999 asumió en el Senado de la Nación, en reemplazo de Antonio Berhongaray (quien había sido designado secretario de Agricultura de la Nación), completando su mandato hasta diciembre de 2001. Se desempeñó como presidente de la comisión de Agricultura y Ganadería y de la comisión de Derechos y Garantías. En su mandato, presentó proyectos de ley para reformar el sistema de inteligencia nacional (como «ley orgánica de información e inteligencia») y la ley de Entidades Financieras, así como la restitución de un Ministerio de Agricultura en el gobierno nacional.
Antes de las elecciones legislativas de 2003, fue precandidato de la UCR para regresar al Senado, compitiendo en las internas abiertas y simultáneas que se realizaron en agosto de 2003.